# Lorna Bauer
Lorna Bauer (1980) é uma artista canadiana.
Bauer recebeu um diploma de BFA da Universidade Concórdia, Montreal, em 2005. Ela incorporou práticas de sopro de vidro, fotografia e instalação no seu trabalho. O seu trabalho encontra-se incluído nas colecções do Musée national des beaux-arts du Québec e do Musée d'art contemporain de Montréal.